# 三河一向一揆

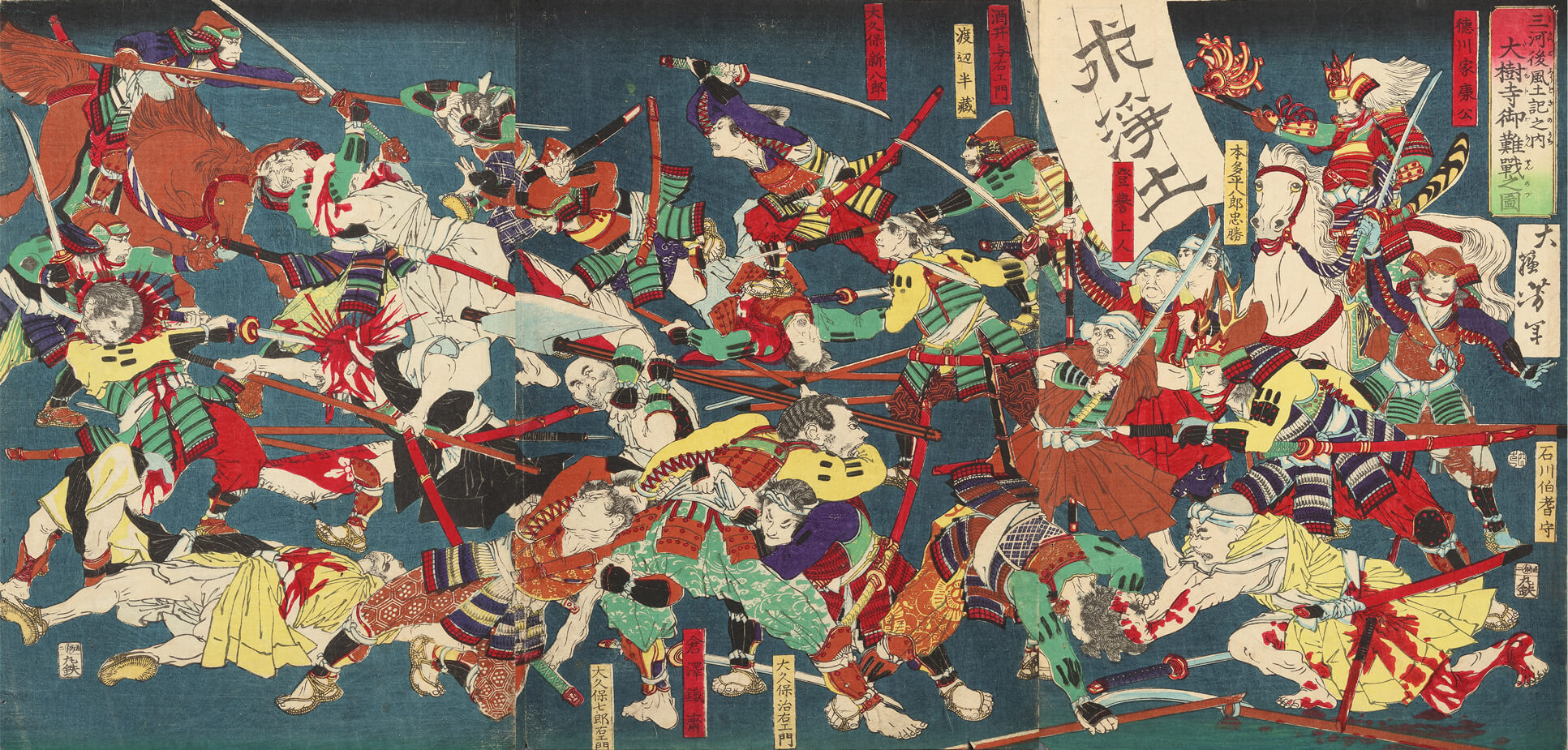
「大樹寺御難戰之圖　三河後風土記之內」 月岡芳年筆 明治6年（1873年）

三河一向一揆（日语：／ Mikawaikkōikki）是日本戰國時代在三河國西三河全域從永祿6年（1563年）至永祿7年（1564年）進行了半年的一向一揆。在東三河擁有強大勢力的曹洞宗並沒有參與。

## 概要
現今的安城市野寺的本證寺第10代空誓（蓮如的孫兒）向真宗門徒發放檄文要求與領主松平家康（後來改姓德川）戰鬥。『三州一向宗亂記』記載「該國碧海郡野寺村的本證寺（向此等地方）申告，（包括）一向宗的小本寺、「守護不入」的道場、該國三箇寺的一箇寺」（当国碧海郡野寺村の本證寺と申すは、一向宗の小本寺にて、守護不入の道場、当国三箇寺の其の一箇寺なり）。
這次亂事的中心勢力是三河三寺和本宗寺、以及櫻井松平氏、大草松平氏、吉良氏、荒川氏等反家康勢力。門徒方面有家康的家臣本多正信（後來家康的參謀）、蜂屋貞次（德川十六神將）、夏目吉信（在三方原之戰中擔任家康的影武者而被討死）参加，呈現出內亂的模樣。在松平宗家中抬頭的安城松平家（家康的家系）以三河中原位置的安祥城為居城的時代開始，原本是真宗門徒的安祥城譜代隨著德川家的勢力擴張而被納入家臣團中，其中是本證寺門徒的石川氏因為一族間分裂成門徒方和家康方等，這些人亦開始對主君翻起叛旗（譜代被認為是忠誠度較高的家臣）。
三河一向一揆、三方原之戰、本能寺之變後越過伊賀（伊贺穿越）被認為是德川家康的三大危機。在此戰中，曾被敵人形容為「像狗一樣忠誠」（犬のように忠実）的三河家臣團亦有半數人加入門徒一方，家康都終於清楚明白到宗教的可怕。
在大久保忠教所著的『三河物語』中有詳細的長文記述。還有『三州一向宗亂記』亦記載得相當詳細。

## 三河三寺和不入的特權
安城市野寺町的本證寺、岡崎市上佐佐木町的上宮寺、岡崎市針崎町的勝鬘寺作為在三河的本願寺教團的據點被稱為三河三寺（三河三ヶ寺），在松平廣忠（家康的父親）一代被賜予「守護使不入」的特權。

## 三河一向一揆的開端
在『三州一向宗亂記』中記載是以本證寺為這次事件的第一源頭，亦有否定的説法，還有上宮寺才是第一源頭的説法。

### 三河物語的記述
在永祿5年（1562年）進入本證寺的犯法者被西尾城城主酒井正親捕縛，因此被當成侵害了「守護使不入」的特權，於是永祿6年（1563年）正月爆發一揆叛亂。（『三河物語』）

### 上宮寺發端説
永祿6年（1563年），松平氏家臣菅沼定顯下令在上宮寺附近築起城砦，奪取了上宮寺當作兵糧的穀物而引起這次事件。（不過菅沼定顯這個家臣是否真實存在並不可究）
根據『東照宮御實紀』卷二的記述，御家人等佐崎向上宮寺徵糧，於是發生專修一向的門徒蜂起的事件。
主張不入特權的三河三寺與以解除教團權利和統一三河國為目標的德川家康有很深的對立，以「守護使不入」的特權被侵害為導火線，本證寺第10代空誓（蓮如的孫兒）與上宮寺和勝鬘寺一同發送檄文召集門徒襲撃菅沼氏的城砦。身為真宗門徒的松平氏家臣和吉良氏等有力豪族再加上今川氏的殘黨等，松平氏被攻至本城岡崎城，家康陷入絕大的困境。

## 加入一向一揆側的家康家臣
包括：
- 本多正信
- 本多正重
- 渡邊守綱
- 蜂屋貞次
- 酒井忠尚
- 夏目吉信
- 內藤清長

## 一揆的結束和其後
在永祿7年閏12月2日（1564年1月15日）的馬頭原合戰勝利後，家康變成優勢的一方，於是雙方成立和議，成功令一揆解體。
在加入一揆的武士當中，有對主君的忠誠心和對宗教的信仰心感到為難的人。因為有許多這様的武士希望脱離一揆並復歸的人相當多，於是一揆漸漸結束。而在這個時侯，本宗寺的御坊被燒燬，勝鬘寺的伽藍被燒燬。在家康結成和議並令一揆眾完全解體後，本願寺教團的寺院被逼改宗，拒絕的話會被處分。因此直到19年後的天正11年（1583年）為止，三河成為了禁制真宗的地區。不過家康在向本願寺教團下達嚴格處分的另一方面，對離反的家臣則寬大的處置，因此成功令家中的家臣再次團結起來（本多正信等一部份家臣出奔）。
因為這次經驗，家康親身了解到本願寺教團的力量是其成為戰國大名的巨大威脅。因此在後來本願寺教團分裂之際，家康向支持教如的一派（現今的真宗大谷派）發放土地並支持分裂行動。
這次一揆是一向宗勢力試圖阻止在三河以支配分國為目標的家康並把一族和家臣團捲入的事件。因此這次亂事後就意味著松平宗家（德川家）作為戰國大名達成支配一整個領國時，亦被人認為是不能不跨越的一個關口。

## 外部連結
- 三河武士のやかた家康館 「徳川家康」 徳川家康公三大危機 三河一向一揆(1563)（页面存档备份，存于）